# Andrea Luigi de Silva
Il Marchese Andrea Luigi de Silva (fl. XVIII secolo) è stato un nobile e studioso italiano di origine iberica attivo nella seconda metà del Settecento.
De Silva svolse ruoli diplomatici e militari nei Granducato di Toscana e nel Regno di Sardegna. A Livorno venne nominato console della città e ottenne pure la carica di agente diplomatico della Corona spagnola , dando fondo in qualità di console anche a ricerche archeologiche nel territorio nel 1742. In seguito intraprese la carriera militare al servizio del re di Sardegna: nel 1775 fu “aiutante generale del re di Sardegna” a Torino. Questi incarichi, insieme al prestigio derivante dai legami familiari e dai titoli nobiliari, lo inserirono nell'alta società del tempo. Nel 1756 pubblicò a Firenze il suo Commentario agli Officiis di Marco Tullio Cicerone, dedicato a don Filippo di Spagna, duca di Parma; pochi decenni dopo, nel 1778 a Torino, uscì il suo trattato militare in francese Pensées sur la tactique et la stratégique ou vrais principes de la science militaire. Sposò Anna Beatrice di Romagnano (figlia del conte di Pollenzo) e da questo matrimonio ebbe quattro figli, fra cui Giuseppe (console di Livorno nel 1799) e Amadeo, attivo come informatore al seguito del fratello Manuel Filippo De Silva.

## Famiglia de Silva a Livorno
La famiglia de Silva, originaria del Regno di Valenza, si stabilì a Livorno a metà Seicento al servizio della Corona spagnola. Nella seconda metà del Seicento la dinastia si legò con importanti casate toscane: Andrés de Silva ottenne cariche pubbliche a Livorno (gonfaloniere nel 1697) e sposò Maria Antonia da Grunembergh, mentre suo fratello Manuel de Silva sposò Teresa da Grunembergh, sorella di Maria Antonia. Queste nozze strategiche ancorarono i de Silva all'aristocrazia locale e permisero alla famiglia di formalizzare il titolo di marchesi (grazie all'acquisto del feudo della Banditella a Porto Ercole). Nel medesimo ambiente si intrecciarono rapporti anche con i de Silva Henriquez: i fratelli di Andres e Manuel, Caterina e Luis de Silva (prozia e prozio di Andrea Luigi) sposarono rispettivamente Andrés de Silva Henriquez e Angiola Maria de Silva Henriquez, entrambi figli di Pedro de Silva Henriquez. Quest'ultimo era un influente agente della corona portoghese a Livorno, deputato dei traffici con il Brasile e console portoghese, per cui il doppio matrimonio unì idealmente le due famiglie protagoniste nel commercio iberico.
Tra gli stretti legami genealogici figura anche la parentela con il poeta Giovanni Fantoni (1755-1807), noto come “Labindo Arsinoetico”. Anna de Silva (sorella di Andrea Luigi) sposò il conte Ludovico Antonio Fantoni, ed ebbe tre figli: Luigi, Giovanni e Odoardo. Proprio Giovanni Fantoni, nipote di Andrea Luigi, divenne famoso poeta neoclassico. È grazie alla biografia del Fantoni scritta da Giovanni Sforza che si conoscono in parte le vicende del marchese de Silva. Nel 1775 Andrea Luigi seguì il nipote a Torino iscrivendolo all'Accademia Reale di Torino. Il rapporto familiare influenzò anche la produzione letteraria del poeta Fantoni, che nei suoi versi giovanili manifestò un profondo conflitto con il mondo aristocratico da cui proveniva.

## Opere

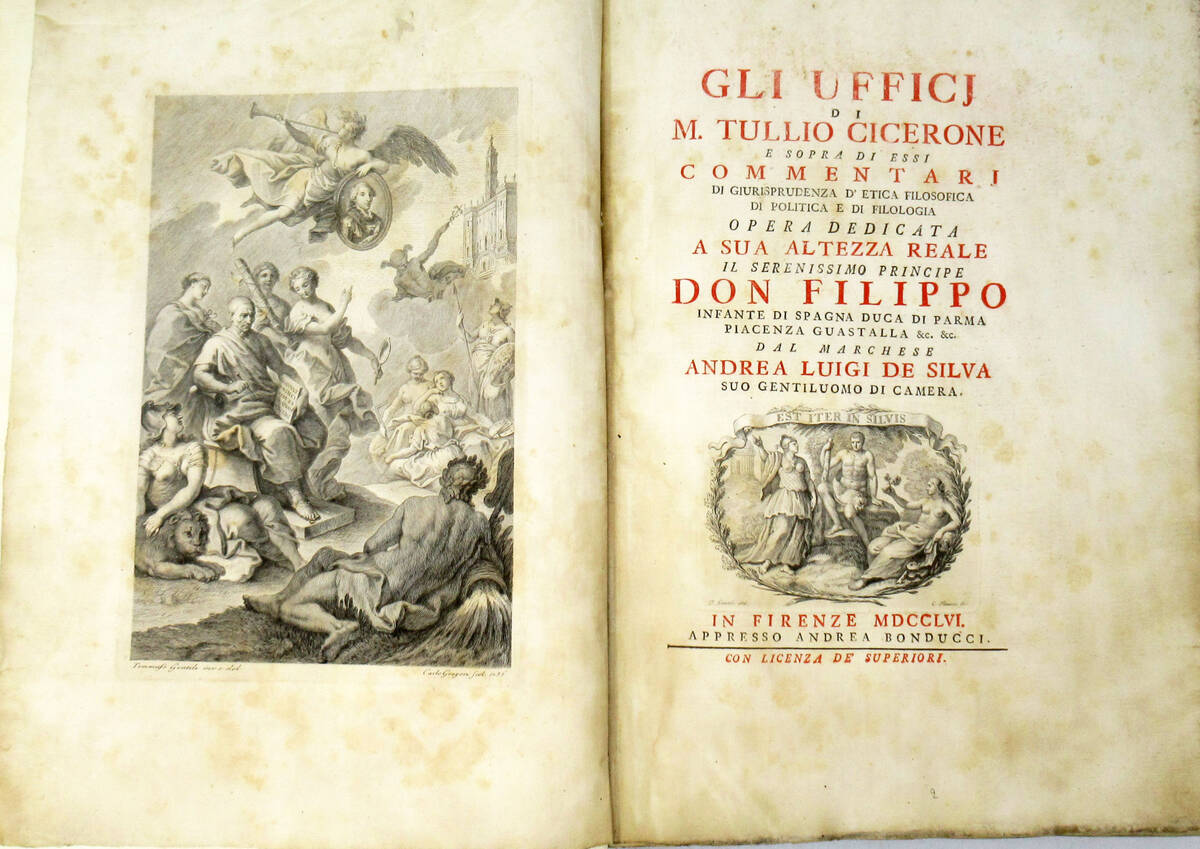
Prima pagina del "commentario degli uffici di Cicerone" del marchese Andrea de Silva

Andrea Luigi de Silva pubblicò due opere principali. Il Commentario degli Uffici di Marco Tullio Cicerone (Firenze 1756) era un ampio trattato filologico ed etico-politico sul De Officiis. L'opera, dedicata all'infante di Spagna e duca di Parma, è strutturata seguendo l'ordine del testo ciceroniano, con sezioni tematiche che offrono commenti di giurisprudenza, etica filosofica, politica e filologia. De Silva vi espone riflessioni sul diritto naturale, sulle virtù cardinali e sui doveri civili delineati da Cicerone, frutto della sua padronanza del latino e della vasta cultura umanistica. La prima edizione riscosse interesse presso gli studiosi del tempo, tanto da essere ristampata a Venezia nel 1793 e a Napoli nel 1855. Nel suo insieme, il commentario riflette un approccio illuministico e filologico classico: mostra rispetto e cura filologica per il testo di Cicerone, unita ad un'analisi razionale e organizzata sull'etica e l’ordinamento dello Stato. Si caratterizza per la chiarezza espositiva e per l’ordine rigoroso dei contenuti, e – sebbene radicato nella cultura settecentesca – risulta tuttora fonte di approfondimento sulla morale ciceroniana .
Degno di nota è inoltre l'inserimento nel commentario di traduzioni poetiche: ad esempio de Silva traduce in italiano colto alcuni versi latini (dai Annales di Ennio) non limitandosi alla prosa ma componendoli in forma poetica. Queste traduzioni presentano uno stile elevato e arguto, con un linguaggio nobiliare e talvolta arcaismo toscano. Esse non mirano alla corrispondenza parola per parola del testo latino, ma a trasporre il senso generale in versi italiani; talvolta de Silva adotta rime e ritmi poetici anche a costo di ristrutturare sintatticamente il contenuto originale .

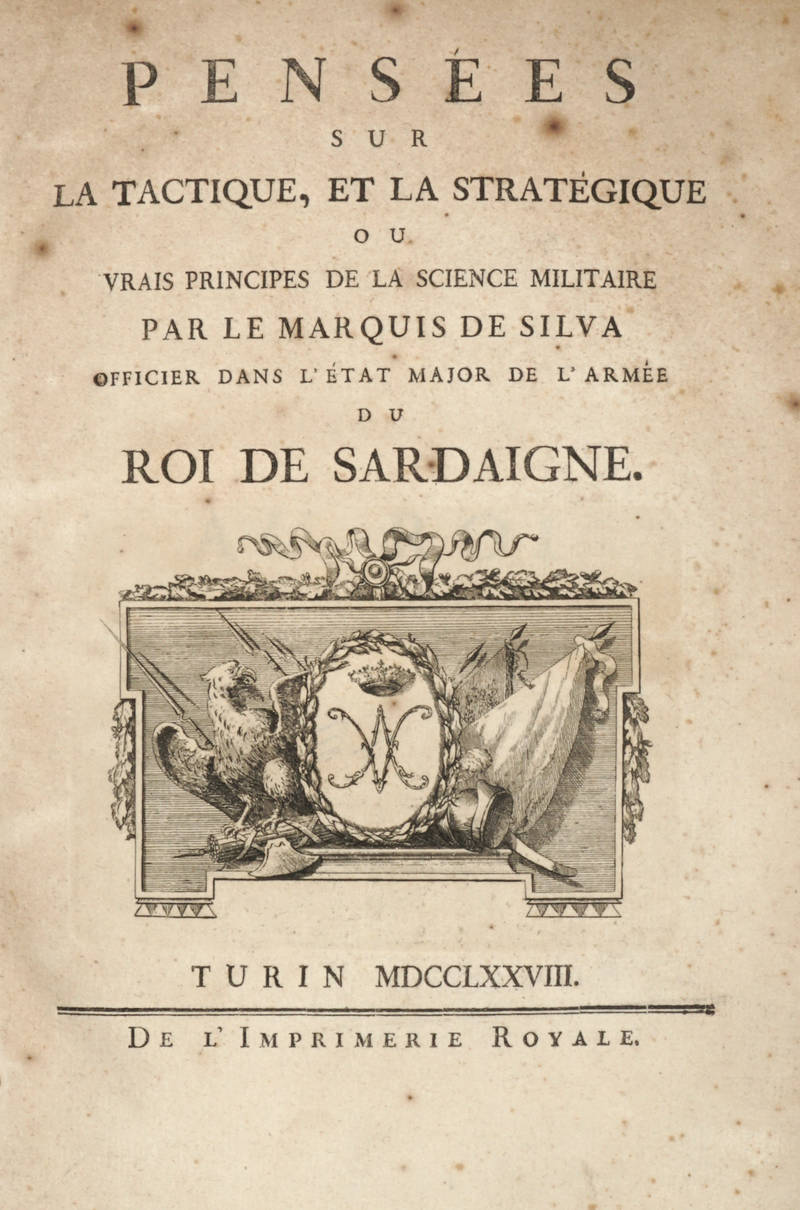
Prima pagina del "Pensées sur la tactique et la stratégie ou vrais principes de la science militaire"

Il trattato Pensées sur la tactique et la stratégique ou vrais principes de la science militaire (Torino 1778) è invece un saggio militare redatto in francese. L'opera, dedicata a Vittorio Amedeo III di Savoia, era volta a fornire una riflessione organica sull'arte della guerra, distinguendo tattica e strategia nelle loro molteplici forme (campo di battaglia, logistica, pianificazione). Pubblicato dall'Imprimerie Royale, rappresenta una riedizione ampliata di un testo originariamente uscito a Parigi nel 1768. Il volume si articola in due parti principali e include un'appendice di analisi della guerra russo-turca del 1769. Complessivamente il trattato si inserisce nel vivace contesto della trattatistica militare del Settecento, distinguendosi per un tono pratico e modernizzante: de Silva esprime concetti in modo chiaro e applicativo, corredando la teoria con esempi storici e addirittura tavole illustrate di mappe e manovre. L'intento dichiarato era formare ufficiali in grado di condurre la guerra secondo criteri tecnici e razionali. La scelta del francese (lingua franca militare dell’epoca) sottolinea la volontà di rivolgersi a un pubblico internazionale oltre i confini sabaudi. In questo modo l'opera si proponeva non solo come manuale specialistico, ma anche come contributo illuministico alla discussione sulle scienze militari.

## Poesia
Nel Commentario di Cicerone de Silva traduce i versi riportati da Cicerone di Ennio. In queste traduzioni l'autore predilige la resa poetica libera: usa un italiano elevato, impiega versi endecasillabi e talvolta ricorre alla rima. Nei versi tradotti, de Silva spesso cerca di comporre strofe rimanti, anche a costo di modificare la sintassi latina originale. Il lessico impiegato è elevato e nobiliare, con l'esplicito scopo di addolcire la rigida forma latina e renderla più musicale.
| Traduzione Poetica del marchese | Traduzione letterale in italiano |
| --- | --- |
| Dell'altrui libertà prezzo non cerco: fo guerra a Roma, e non vi cambio, o merco: col ferro, e non coll'oro, fra noi si pugni, ed il, valor guerriero decida a chi di noi l'arbitra sorte fra le vicende sue serbi l'impero. Ma di que' prodi intanto, la di cui vita rispettò fortuna, la libertà rispetterò. Ne impegno la fede mia; con voi tornino a Roma. Col piacer degli Dei liberi sono; Non vendo altrui la libertà, la dono. | \| Non chiedo oro per me; no, a me non pagherete alcun prezzo. Non barattando la guerra, ma combattendo la guerra, non con l'oro, ma con il ferro: così, da entrambe le parti, mettiamo alla prova le nostre vite. Per vedere cosa la Fortuna ci riserva, che sia io o voi a voler regnare, che sia con il valore che mettiamo alla prova. E ascoltate anche questa mia parola: di quei guerrieri al cui valore la fortuna in guerra è stata clemente, anch'io ho pensato di essere clemente con la libertà di costoro. Ve li dono, ve li porto a casa, e con essi vi do la benedizione dei grandi dei. \| |
| Non chiedo oro per me; no, a me non pagherete alcun prezzo. Non barattando la guerra, ma combattendo la guerra, non con l'oro, ma con il ferro: così, da entrambe le parti, mettiamo alla prova le nostre vite. Per vedere cosa la Fortuna ci riserva, che sia io o voi a voler regnare, che sia con il valore che mettiamo alla prova. E ascoltate anche questa mia parola: di quei guerrieri al cui valore la fortuna in guerra è stata clemente, anch'io ho pensato di essere clemente con la libertà di costoro. Ve li dono, ve li porto a casa, e con essi vi do la benedizione dei grandi dei. | |